# Bun (Hautes-Pyrénées)
Pour les articles homonymes, voir Bun.
Bun est une commune française située dans l'ouest du département des Hautes-Pyrénées, en région Occitanie. Sur le plan historique et culturel, la commune est dans la province du Lavedan, partie sud-occidentale de la Bigorre et constituée d'un ensemble de sept vallées en amont de la ville de Lourdes.
Exposée à un climat de montagne, elle est drainée par le gave d'Azun, le gave d'Estaing et par un autre cours d'eau. Incluse dans le Parc national des Pyrénées, la commune possède un patrimoine naturel remarquable composé de trois zones naturelles d'intérêt écologique, faunistique et floristique.
Bun est une commune rurale qui compte 153 habitants en 2022, après avoir connu un pic de population de 591 habitants en 1806. Elle est dans l'agglomération d'Argelès-Gazost. Ses habitants sont appelés les Bunois ou  Bunoises.

## Géographie

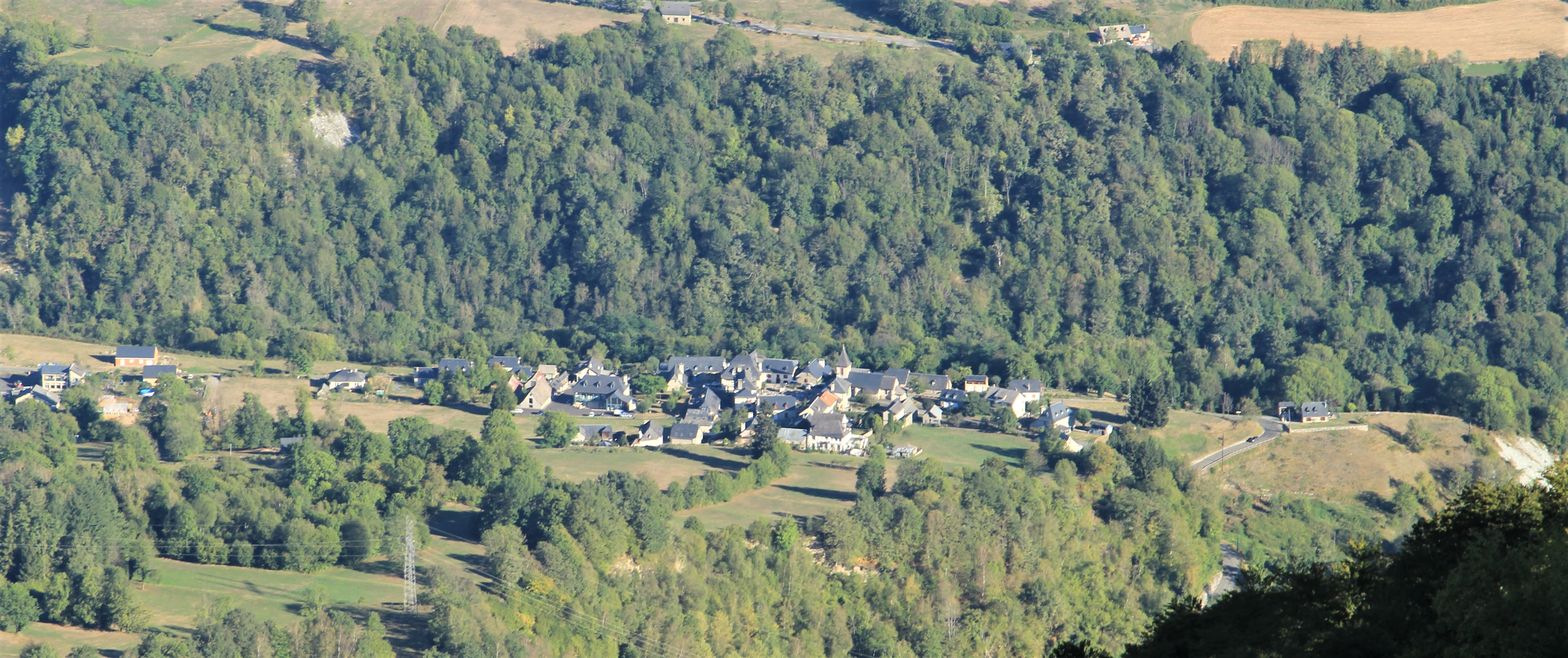
Vue générale du village.

### Localisation
La commune de Bun se trouve dans le département des Hautes-Pyrénées, en région Occitanie.
Elle se situe à 34 km à vol d'oiseau de Tarbes, préfecture du département, et à 6 km d'Argelès-Gazost, sous-préfecture.
Les communes les plus proches sont : 
Sireix (0,8 km), Arcizans-Dessus (0,9 km), Gaillagos (1,7 km), Aucun (2,9 km), Arras-en-Lavedan (3,1 km), Arcizans-Avant (4,4 km), Estaing (4,6 km), Arrens-Marsous (5,1 km).
Sur le plan historique et culturel, Bun fait partie de la province historique du Lavedan, partie sud-occidentale de la Bigorre et constitué d'un ensemble de sept vallées en amont de la ville de Lourdes. Historiquement, elle  fait partie de la province de Gascogne, et plus particulièrement du comté de Bigorre. La commune est dans le pays du val d'Azun, qui bute au nord sur le bassin de Lourdes, à l'est sur la vallée de l'Adour, au sud sur l'Aragon (Espagne) par le Balaïtous et, à l'ouest sur le Béarn (département des Pyrénées-Atlantiques, région Nouvelle-Aquitaine).
| Gaillagos | Arcizans-Dessus | Arras-en-Lavedan |
| Aucun     | Bun             | Sireix           |
|           | Estaing         |                  |

### Hydrographie
La commune est dans le bassin de l'Adour, au sein du bassin hydrographique Adour-Garonne. Elle est drainée par le gave d'Azun, le gave d'Estaing et par un petit cours d'eau, constituant un réseau hydrographique de 4 km de longueur totale,.
Le gave d'Azun, d'une longueur totale de 29,1 km, prend sa source dans la commune d'Arrens-Marsous et s'écoule du sud vers le nord. Il traverse la commune et se jette dans le gave de Pau à Ayros-Arbouix, après avoir traversé 10 communes.
Le gave d'Estaing, d'une longueur totale de 18,2 km, prend sa source dans la commune d'Estaing et s'écoule du sud vers le nord. Il traverse la commune et se jette dans le gave d'Azun à Arras-en-Lavedan, après avoir traversé 4 communes.

### Climat
Le climat qui caractérise la commune est qualifié, en 2010, de « climat des marges montargnardes », selon la typologie des climats de la France qui compte alors huit grands types de climats en métropole. En 2020, la commune ressort du type « climat de montagne » dans la classification établie par Météo-France, qui ne compte désormais, en première approche, que cinq grands types de climats en métropole. Pour ce type de climat, la température décroît rapidement en fonction de l'altitude. On observe une nébulosité minimale en hiver et maximale en été. Les vents et les précipitations varient notablement selon le lieu.
Les paramètres climatiques qui ont permis d’établir la typologie de 2010 comportent six variables pour les températures et huit pour les précipitations, dont les valeurs correspondent à la normale 1971-2000. Les sept principales variables caractérisant la commune sont présentées dans l'encadré ci-après.
| Paramètres climatiques communaux sur la période 1971-2000 - Moyenne annuelle de température : 10,4 °C - Nombre de jours avec une température inférieure à −5 °C : 4,7 j - Nombre de jours avec une température supérieure à 30 °C : 3,7 j - Amplitude thermique annuelle : 14 °C - Cumuls annuels de précipitation : 1 334 mm - Nombre de jours de précipitation en janvier : 11,1 j - Nombre de jours de précipitation en juillet : 10 j |

Avec le changement climatique, ces variables ont évolué. Une étude réalisée en 2014 par la Direction générale de l'Énergie et du Climat complétée par des études régionales prévoit en effet que la  température moyenne devrait croître et la pluviométrie moyenne baisser, avec toutefois de fortes variations régionales. Ces changements peuvent être constatés sur la station météorologique de Météo-France la plus proche, « Arrens-Marsous », sur la commune d'Arrens-Marsous, mise en service en 1936 et qui se trouve à 5 km à vol d'oiseau,, où la température moyenne annuelle est de 9,9 °C et la hauteur de précipitations de 1 146,3 mm pour la période 1981-2010.
Sur la station météorologique historique la plus proche, « Tarbes-Lourdes-Pyrénées », sur la commune d'Ossun, mise en service en 1946 et à 26 km, la température moyenne annuelle évolue de 12,2 °C pour la période 1971-2000, à 12,6 °C pour 1981-2010, puis à 12,9 °C pour 1991-2020.

### Milieux naturels et biodiversité

#### Espaces protégés
La protection réglementaire est le mode d’intervention le plus fort pour préserver des espaces naturels remarquables et leur biodiversité associée,.
Dans ce cadre, la commune fait partie de l'aire d'adhésion du Parc National des Pyrénées. Ce  parc national, créé en 1967, abrite une faune riche et spécifique particulièrement intéressante : importantes populations d’isards, colonies de marmottes réimplantées avec succès, grands rapaces tels le Gypaète barbu, le Vautour fauve, le Percnoptère d’Égypte ou l’Aigle royal, le Grand tétras et le discret Desman des Pyrénées qui constitue l’exemple type de ce précieux patrimoine confié au Parc national et aussi l'Ours des Pyrénées,,.

#### Zones naturelles d'intérêt écologique, faunistique et floristique
L’inventaire des zones naturelles d'intérêt écologique, faunistique et floristique (ZNIEFF) a pour objectif de réaliser une couverture des zones les plus intéressantes sur le plan écologique, essentiellement dans la perspective d’améliorer la connaissance du patrimoine naturel national et de fournir aux différents décideurs un outil d’aide à la prise en compte de l’environnement dans l’aménagement du territoire.
Deux ZNIEFF de type 1 sont recensées sur la commune :
le « Gave d'Azun, ruisseau du Bergons et Gave de Lourdes » (437 ha), couvrant 31 communes dont deux dans les Pyrénées-Atlantiques et 29 dans les Hautes-Pyrénées et 
le « massif du Pic-du-Midi-d'Arrens » (2 587 ha), couvrant 4 communes du département
et une ZNIEFF de type 2, : 
le « val d'Azun et haute vallée du Gave de Cauterets » (35 378 ha), couvrant 22 communes dont une dans les Pyrénées-Atlantiques et 21 dans les Hautes-Pyrénées.

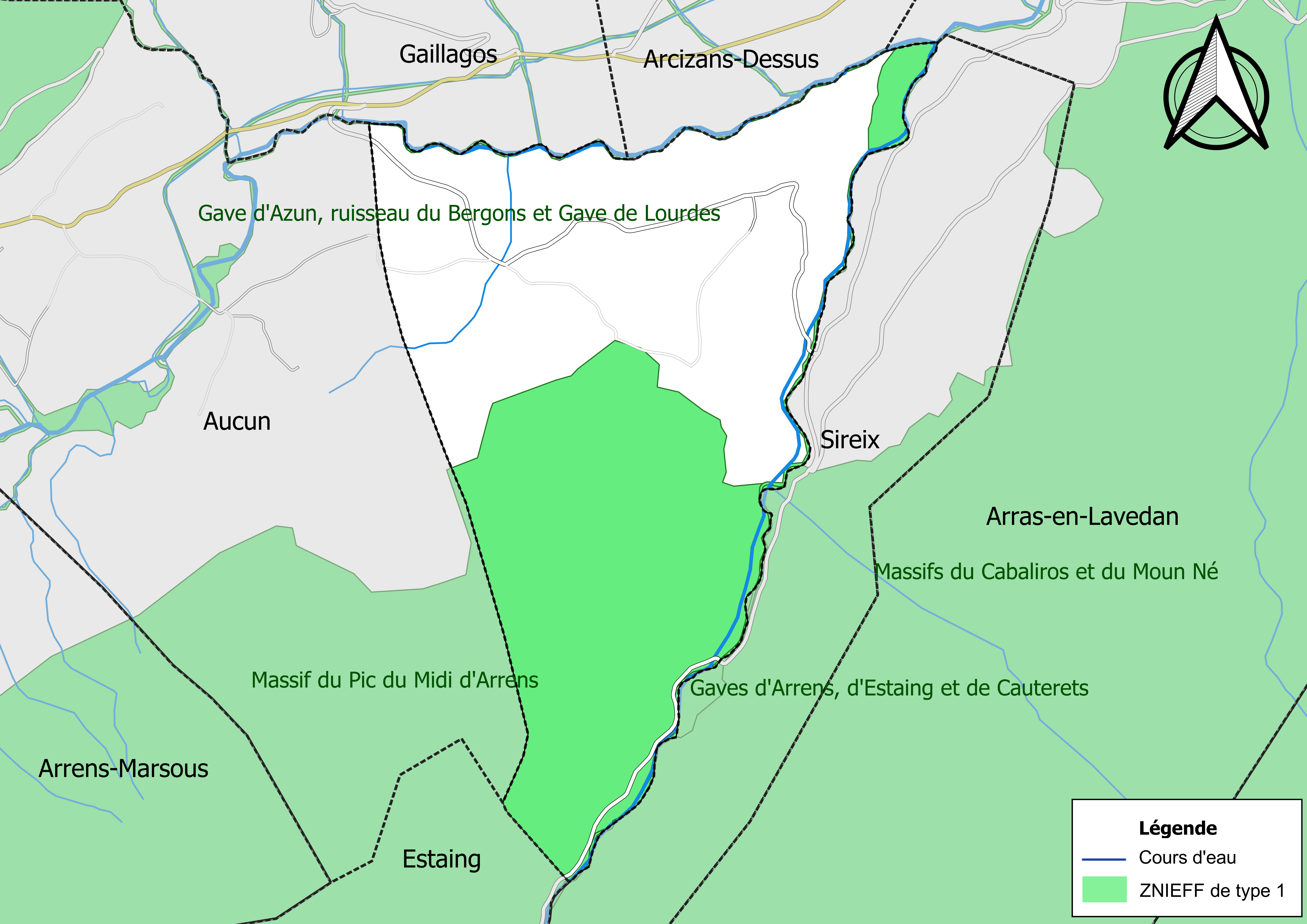
Carte des ZNIEFF de type 1 sur la commune.
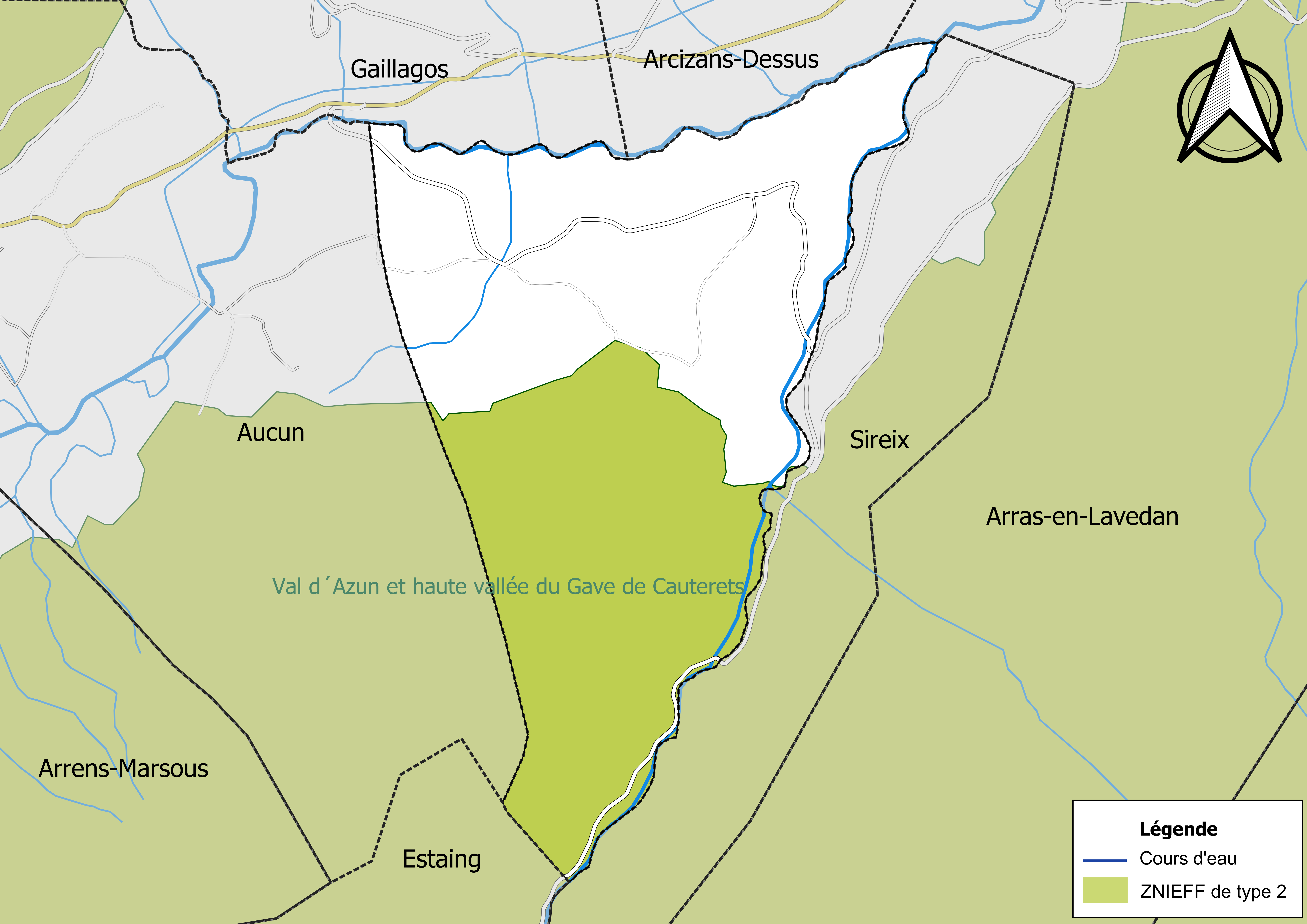
Carte de la ZNIEFF de type 2 sur la commune.

## Urbanisme

### Typologie
Au 1er janvier 2024, Bun est catégorisée commune rurale à habitat dispersé, selon la nouvelle grille communale de densité à sept niveaux définie par l'Insee en 2022.
Elle appartient à l'unité urbaine d'Argelès-Gazost, une agglomération intra-départementale regroupant treize  communes, dont elle est une commune de la banlieue,,. La commune est en outre hors attraction des villes,.

### Occupation des sols
L'occupation des sols de la commune, telle qu'elle ressort de la base de données européenne d’occupation biophysique des sols Corine Land Cover (CLC), est marquée par l'importance des forêts et milieux semi-naturels (55,8 % en 2018), une proportion identique à celle de 1990 (55,8 %). La répartition détaillée en 2018 est la suivante : 
prairies (44,2 %), forêts (39,7 %), milieux à végétation arbustive et/ou herbacée (16,1 %).
L'IGN met par ailleurs à disposition un outil en ligne permettant de comparer l’évolution dans le temps de l’occupation des sols de la commune (ou de territoires à des échelles différentes). Plusieurs époques sont accessibles sous forme de cartes ou photos aériennes : la carte de Cassini (XVIIIe siècle), la carte d'état-major (1820-1866) et la période actuelle (1950 à aujourd'hui).

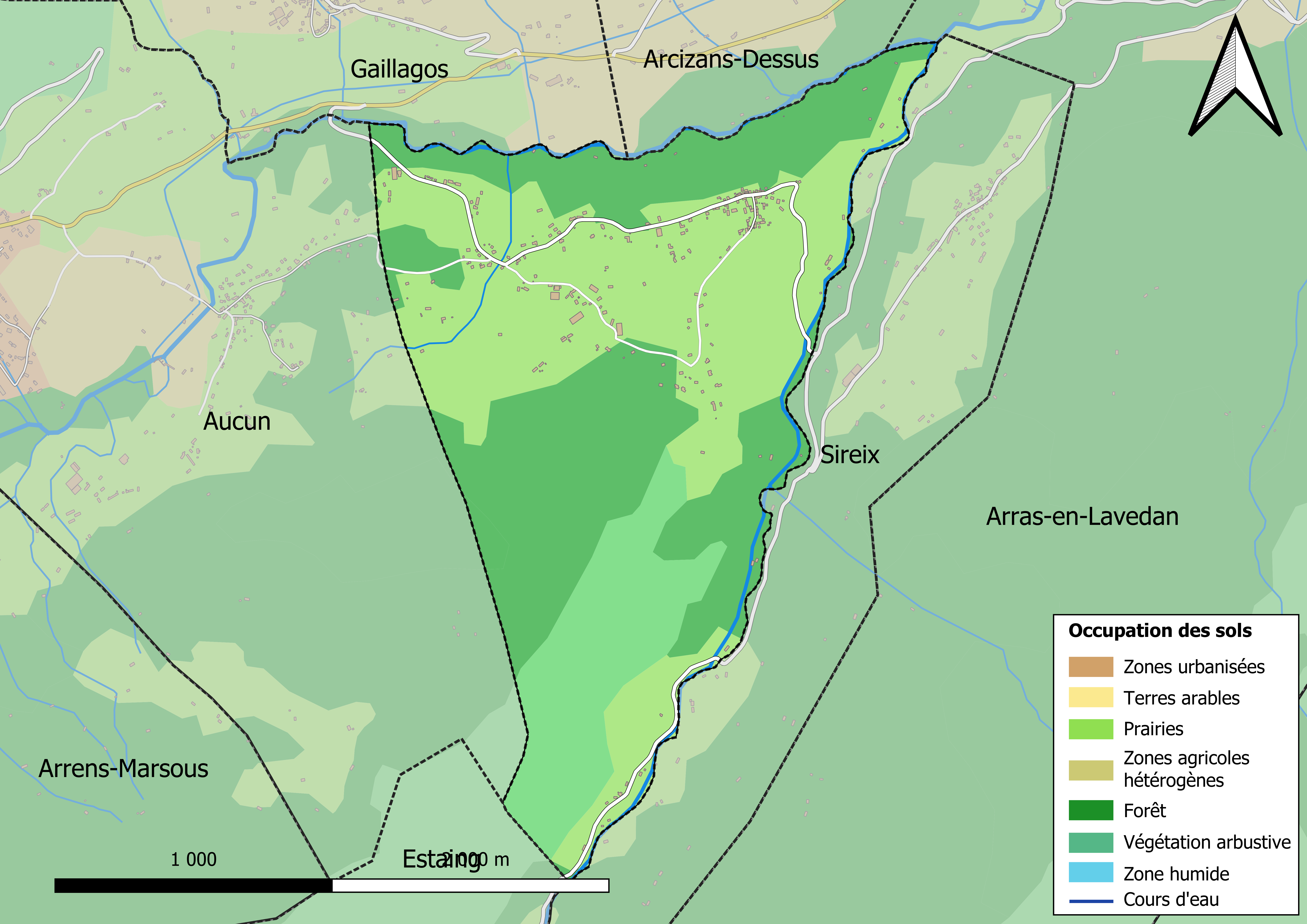
Carte des infrastructures et de l'occupation des sols en 2018 (CLC) de la commune.
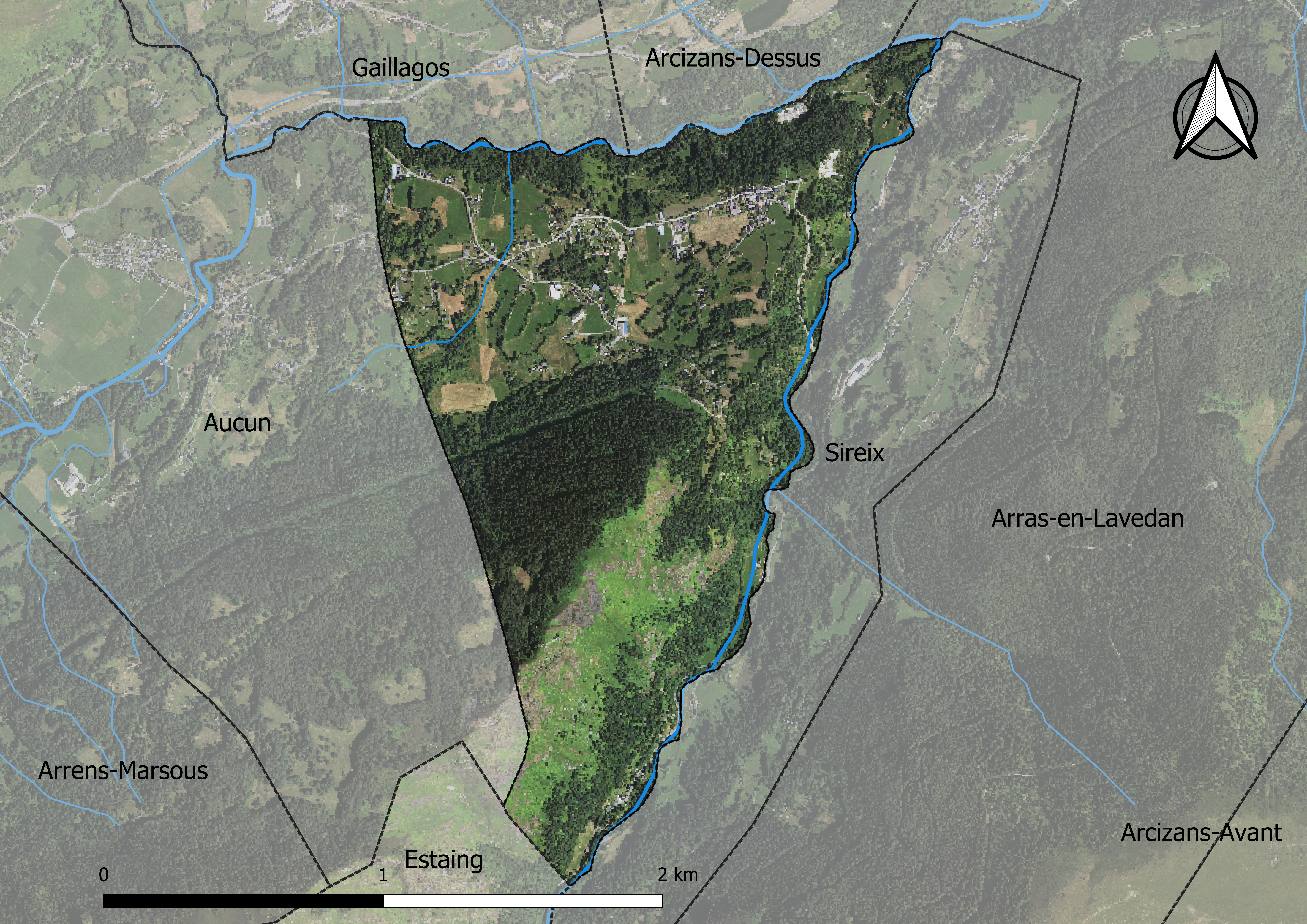
Carte orthophotogrammétrique de la commune.

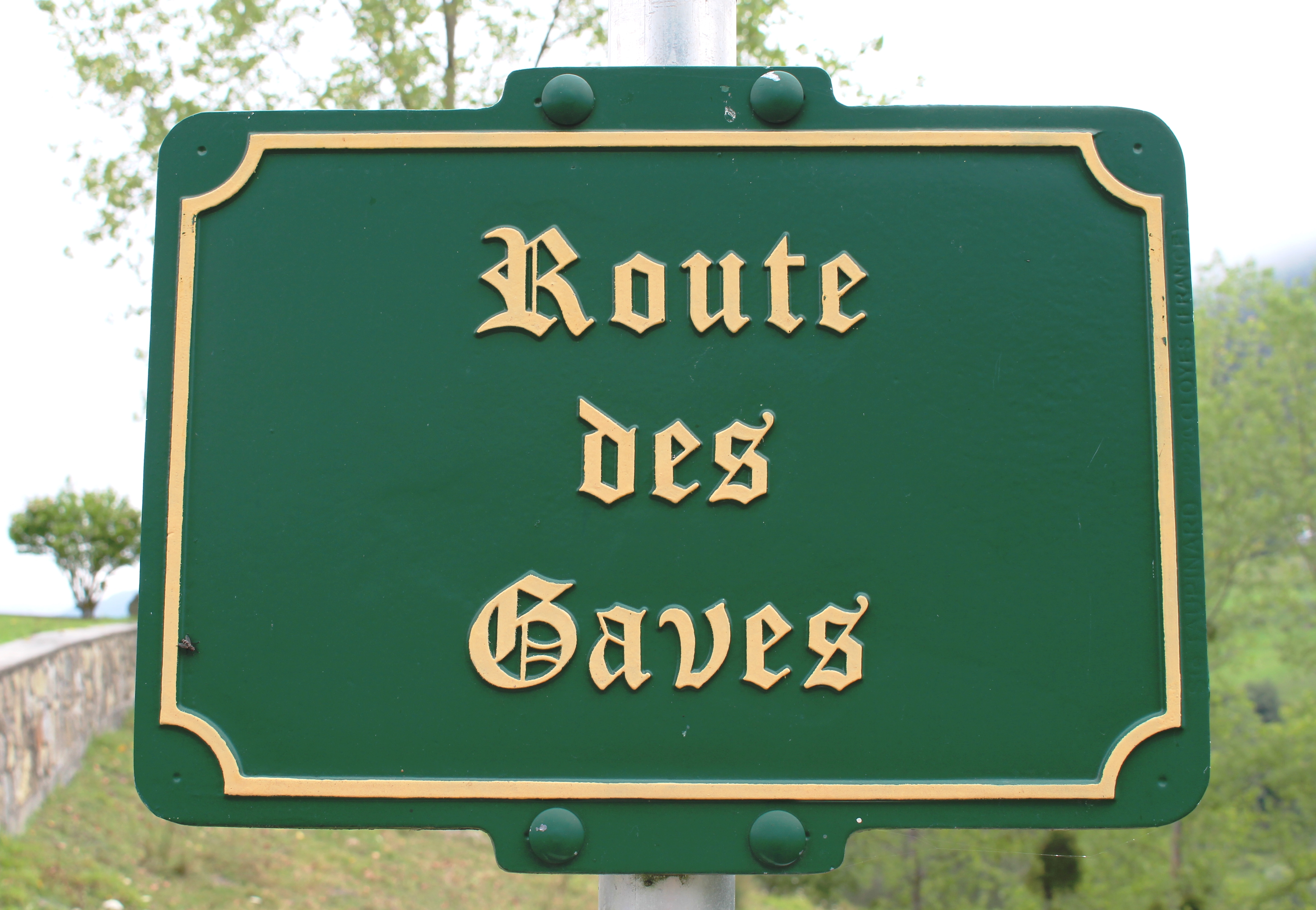
Rue du village.

### Logement
En 2012, le nombre total de logements dans la commune est de 166.

Parmi ces logements, 41.3  % sont des résidences principales, 57.5  % des résidences secondaires 1.2  % des logements vacants.

### Voies de communication et transports
Cette commune est desservie par la route départementale D 13.

### Risques majeurs
Le territoire de la commune de Bun est vulnérable à différents aléas naturels : météorologiques (tempête, orage, neige, grand froid, canicule ou sécheresse), inondations, feux de forêts, mouvements de terrains, avalanche  et séisme (sismicité moyenne). Un site publié par le BRGM permet d'évaluer simplement et rapidement les risques d'un bien localisé soit par son adresse soit par le numéro de sa parcelle.
Certaines parties du territoire communal sont susceptibles d’être affectées par le risque d’inondation par débordement de cours d'eau, notamment le gave d'Azun et le gave d'Estaing. La cartographie des zones inondables en ex-Midi-Pyrénées réalisée dans le cadre du XIe Contrat de plan État-région, visant à informer les citoyens et les décideurs sur le risque d’inondation, est accessible sur le site de la DREAL Occitanie. La commune a été reconnue en état de catastrophe naturelle au titre des dommages causés par les inondations et coulées de boue survenues en 1982, 1999 et 2009,.
Bun est exposée au risque de feu de forêt. Un plan départemental de protection des forêts contre les incendies a été approuvé par arrêté préfectoral le 21 avril 2020 pour la période 2020-2029. Le précédent couvrait la période 2007-2017. L’emploi du feu est régi par deux types de réglementations. D’abord le code forestier et l’arrêté préfectoral du 27 octobre 2014, qui réglementent l’emploi du feu à moins de 200 m des espaces naturels combustibles sur l’ensemble du département. Ensuite celle établie dans le cadre de la lutte contre la pollution de l’air, qui interdit le brûlage des déchets verts des particuliers. L’écobuage est quant à lui réglementé dans le cadre de commissions locales d’écobuage (CLE)

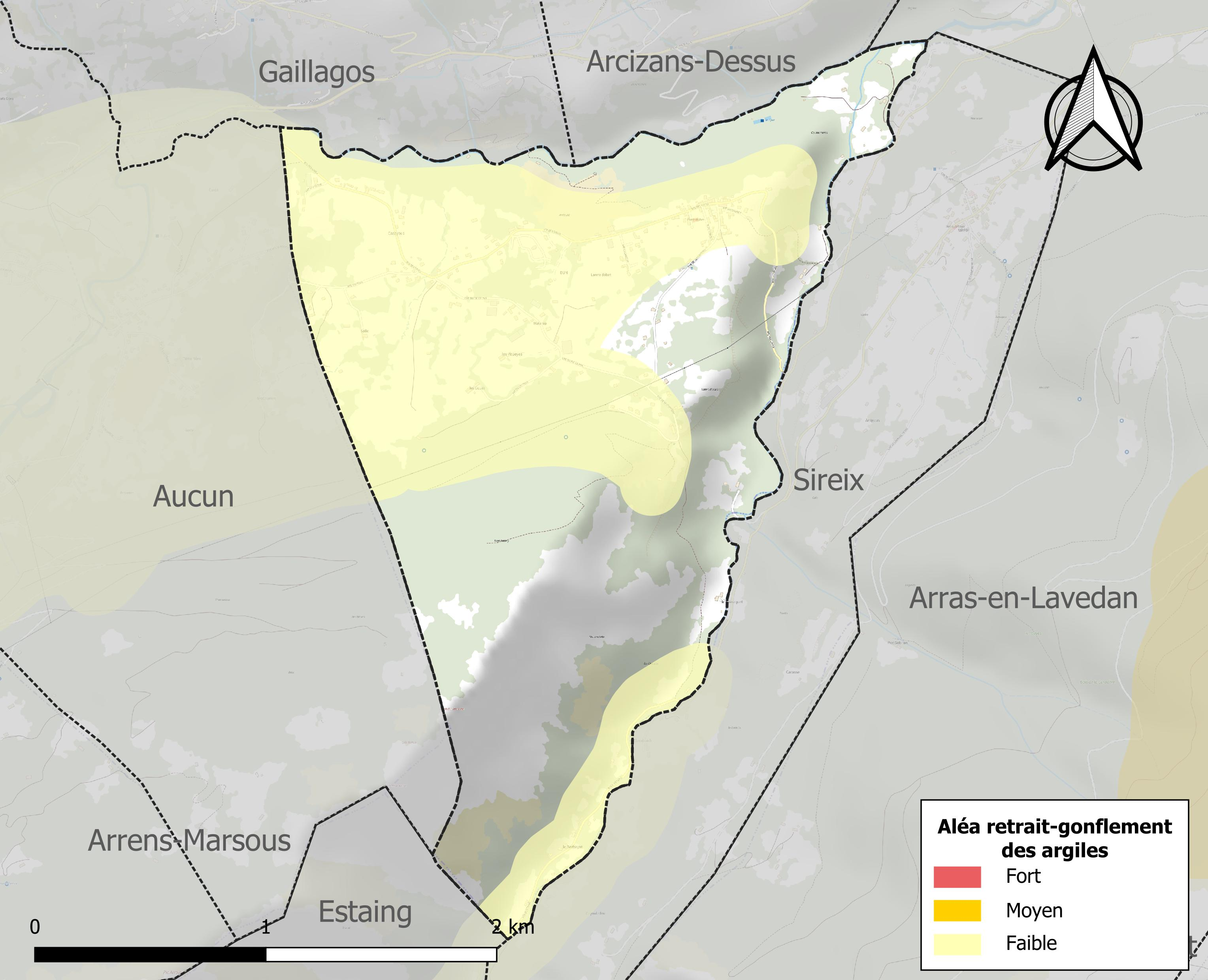
Carte des zones d'aléa retrait-gonflement des sols argileux de Bun.

Les mouvements de terrains susceptibles de se produire sur la commune sont des mouvements de sols liés à la présence d'argile et des tassements différentiels.
Le retrait-gonflement des sols argileux est susceptible d'engendrer des dommages importants aux bâtiments en cas d’alternance de périodes de sécheresse et de pluie. La totalité de la commune est en aléa faible (44,5 % au niveau départemental et 48,5 % au niveau national). Sur les 123 bâtiments dénombrés sur la commune en 2019, aucun n'est en aléa moyen ou fort, à comparer aux 75 % au niveau départemental et 54 % au niveau national. Une cartographie de l'exposition du territoire national au retrait gonflement des sols argileux est disponible sur le site du BRGM,.
Par ailleurs, afin de mieux appréhender le risque d’affaissement de terrain, l'inventaire national des cavités souterraines permet de localiser celles situées sur la commune.
Concernant les mouvements de terrains, la commune a été reconnue en état de catastrophe naturelle au titre des dommages causés par des mouvements de terrain en 1999.
La commune est exposée aux risques d'avalanche. Les habitants exposés à ce risque doivent se renseigner, en mairie, de l’existence d’un plan de prévention des risques avalanches (PPRA). Le cas échéant, identifier les mesures applicables à l'habitation, identifier, au sein de l'habitation, la pièce avec la façade la moins exposée à l’aléa pouvant faire office, au besoin, de zone de confinement et équiper cette pièce avec un kit de situation d’urgence,.

## Toponymie

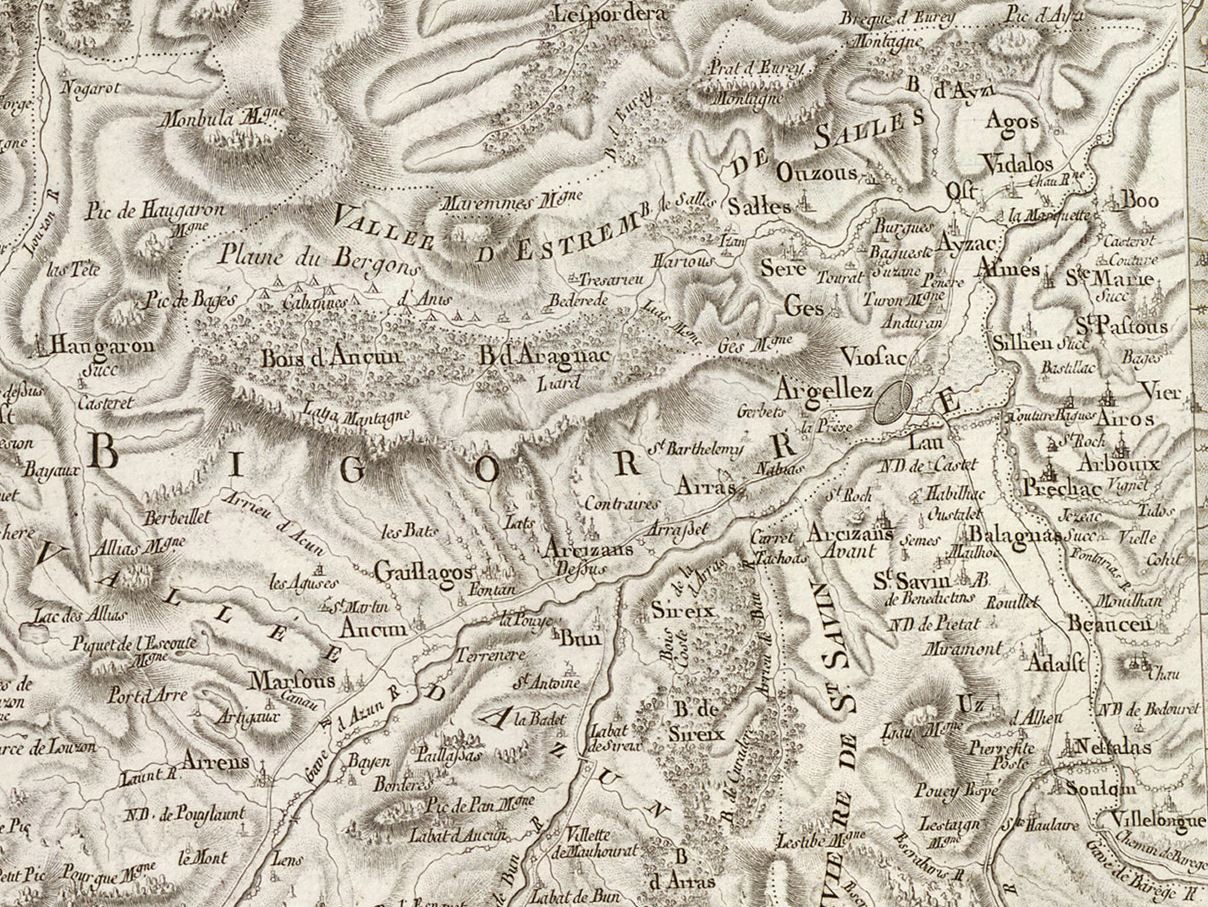
Extrait de la carte de Cassini (entre 1756 et 1789) situant Bun à l'ouest d'Argelès-Gazost

On trouvera les principales informations dans le Dictionnaire toponymique des communes des Hautes Pyrénées de Michel Grosclaude et Jean-François Le Nail qui rapporte les dénominations historiques du village :
Dénominations historiques :
- Bun, (1069, cartulaire  de Saint-Savin ;
- Bun, (v. 1200-1230, cartulaires Bigorre) ;
- de Buno, latin (1342, pouillé de Tarbes) ;
- de Buino, latin (1379, procuration Tarbes) ;
- Bun, loc de Bun, (1429, censier de Bigorre) ;
- Bun, (fin XVIIIe siècle, carte de Cassini).

Étymologie : probablement oronyme basco-aquitain bun (= hauteur).
Nom occitan : Bun.

## Histoire

### Cadastre napoléonien de Bun
Le plan cadastral napoléonien de Bun est consultable sur le site des archives départementales des Hautes-Pyrénées.

## Politique et administration

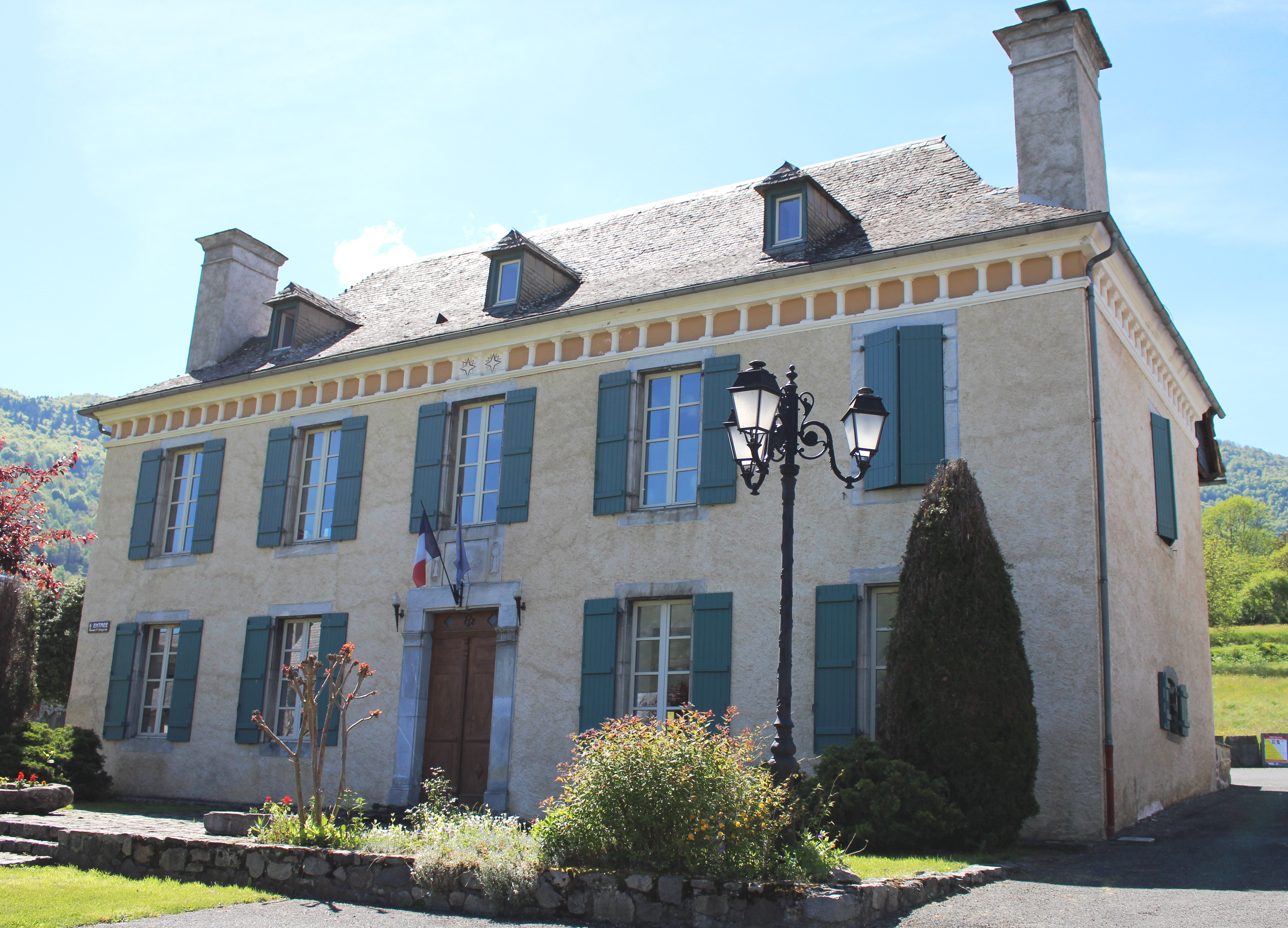
La mairie en 2014.

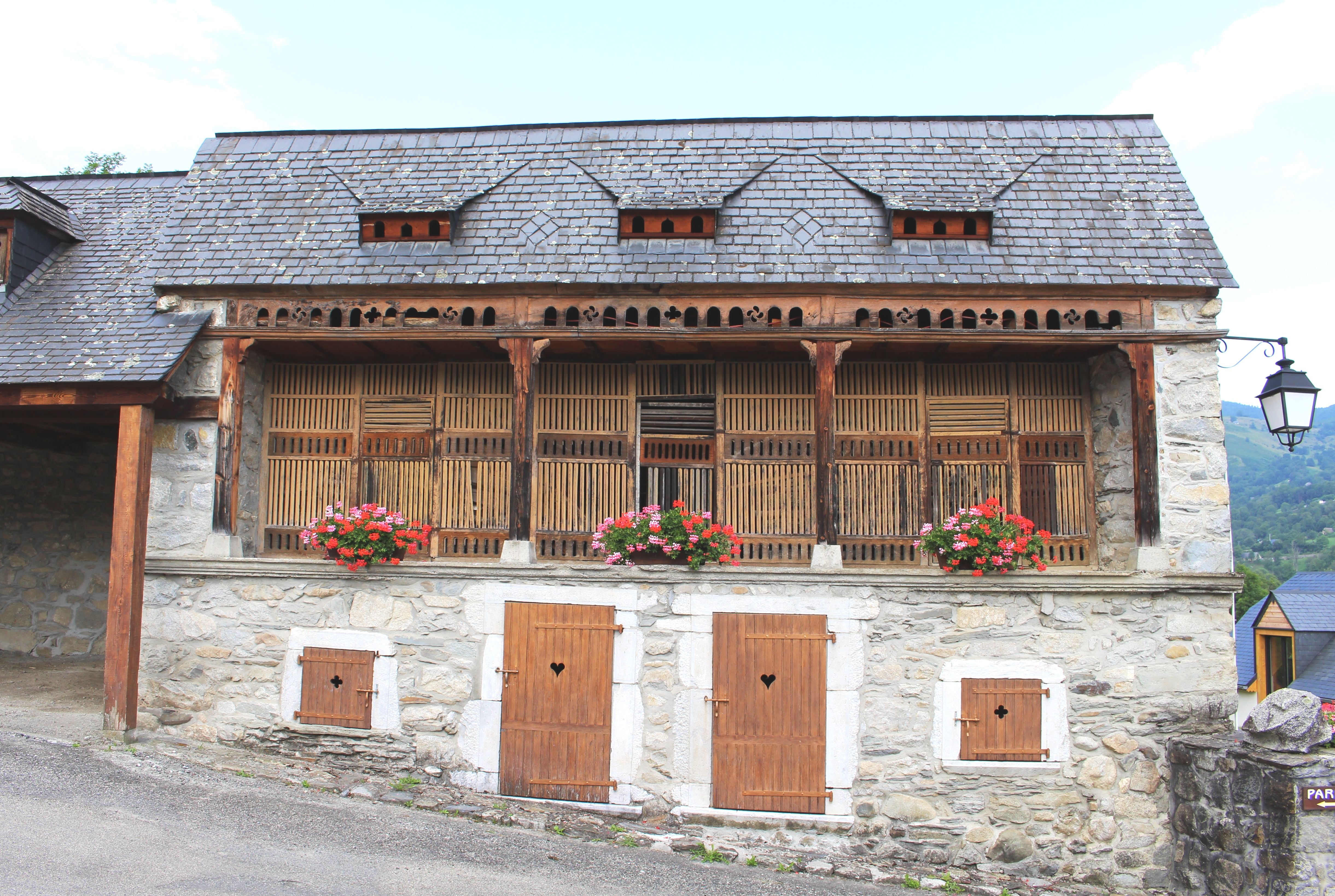
Le pigeonnier.

### Liste des maires
| Période                                  | Période   | Identité                | Étiquette | Qualité |
| ---------------------------------------- | --------- | ----------------------- | --------- | ------- |
| Les données manquantes sont à compléter. |           |                         |           |         |
|                                          |           |                         |           |         |
| mars 1995                                | mars 2001 | Gérard Giralda          |           |         |
| mars 2001                                | mars 2008 | Maryse Pihiliangegedera |           |         |
| mars 2008                                | mars 2014 | Marcel Cazajous         |           |         |
| mars 2014                                | en cours  | Bernard Peluhet         |           |         |

### Rattachements administratifs et électoraux

#### Historique administratif
Pays et sénéchaussée de Bigorre, Lavedan, Vallée d'Azun, canton  d'Azun (1790), d'Aucun (depuis 1801).Perd en 1836 sa section de Labat de Bun réunie à celle de Labat d'Aucun pour former la commune d'Estaing.

#### Intercommunalité
Bun appartient à la communauté de communes Pyrénées Vallées des Gaves créée en janvier 2017 et qui réunit 46 communes.

## Population et société

### Démographie

#### Évolution démographique
| 1793 | 1800 | 1806 | 1821 | 1831 | 1836 | 1841 | 1846 | 1851 |
| ---- | ---- | ---- | ---- | ---- | ---- | ---- | ---- | ---- |
| 547  | 537  | 591  | 508  | 509  | 376  | 399  | 389  | 337  |

| 1856 | 1861 | 1866 | 1872 | 1876 | 1881 | 1886 | 1891 | 1896 |
| ---- | ---- | ---- | ---- | ---- | ---- | ---- | ---- | ---- |
| 336  | 324  | 320  | 306  | 288  | 244  | 242  | 220  | 208  |

| 1901 | 1906 | 1911 | 1921 | 1926 | 1931 | 1936 | 1946 | 1954 |
| ---- | ---- | ---- | ---- | ---- | ---- | ---- | ---- | ---- |
| 189  | 181  | 181  | 144  | 143  | 143  | 133  | 117  | 100  |

| 1962 | 1968 | 1975 | 1982 | 1990 | 1999 | 2004 | 2006 | 2009 |
| ---- | ---- | ---- | ---- | ---- | ---- | ---- | ---- | ---- |
| 123  | 126  | 113  | 105  | 101  | 108  | 123  | 123  | 137  |

| 2014 | 2019 | 2022 | - | - | - | - | - | - |
| ---- | ---- | ---- | - | - | - | - | - | - |
| 141  | 156  | 153  | - | - | - | - | - | - |

### Enseignement

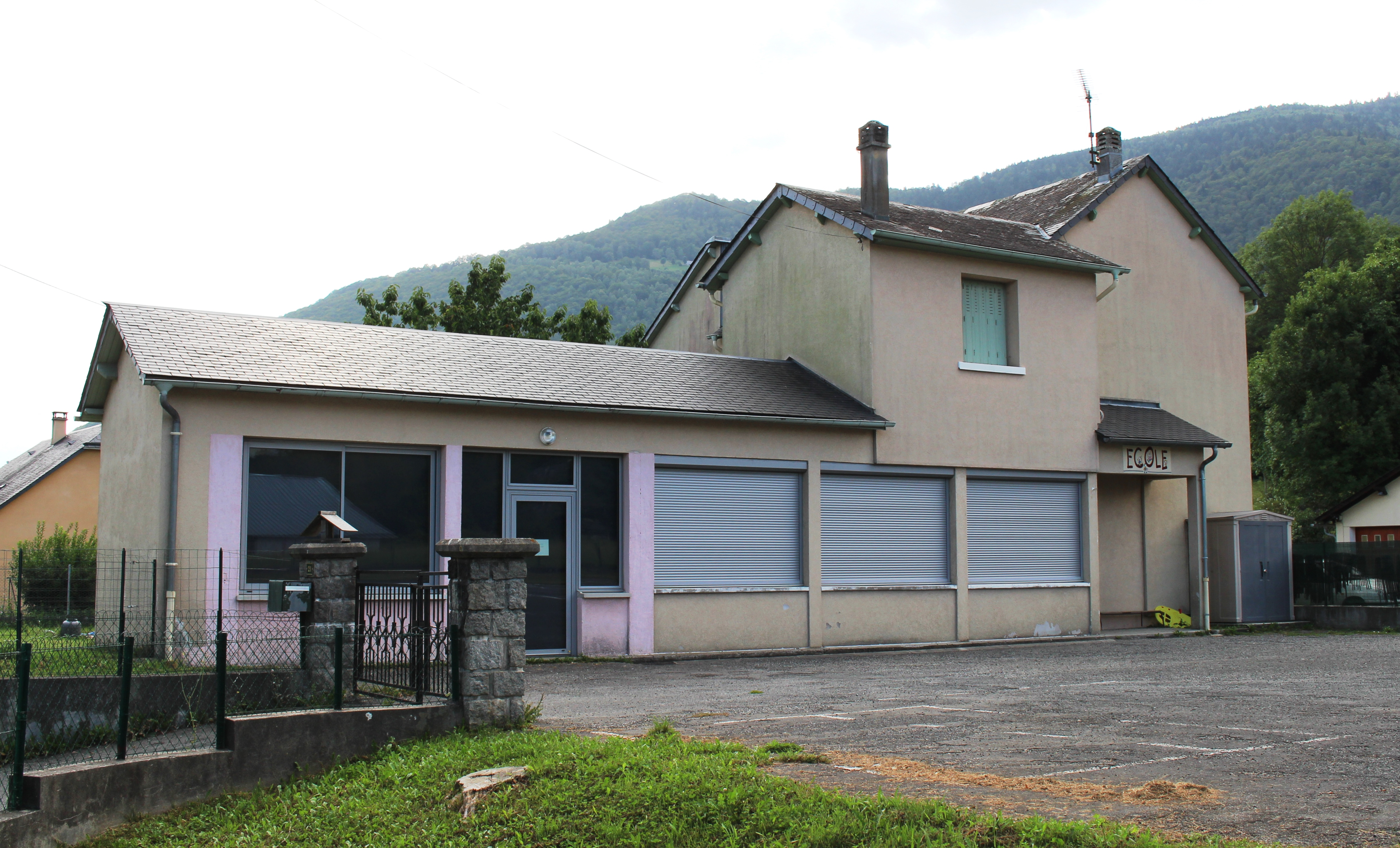
L'ancienne école en 2017.

La commune dépend de l'académie de Toulouse. Elle ne dispose plus d’une école depuis juillet 2018.
- École maternelle.

## Économie

### Revenus
En 2018, la commune compte 75 ménages fiscaux, regroupant 163 personnes. La médiane du revenu disponible par unité de consommation est de 21 680 € (20 420 € dans le département).

### Emploi
|                | 2008  | 2013  | 2018  |
| -------------- | ----- | ----- | ----- |
| Commune        | 2,3 % | 7,1 % | 5,4 % |
| Département    | 7,7 % | 9,4 % | 9,8 % |
| France entière | 8,3 % | 10 %  | 10 %  |

En 2018, la population âgée de 15 à 64 ans s'élève à 90 personnes, parmi lesquelles on compte 75,3 % d'actifs (69,9 % ayant un emploi et 5,4 % de chômeurs) et 24,7 % d'inactifs,. Depuis 2008, le taux de chômage communal (au sens du recensement) des 15-64 ans est inférieur à celui de la France et du département.
La commune est hors attraction des villes,. Elle compte 23 emplois en 2018, contre 19 en 2013 et 18 en 2008. Le nombre d'actifs ayant un emploi résidant dans la commune est de 65, soit un indicateur de concentration d'emploi de 36,1 % et un taux d'activité parmi les 15 ans ou plus de 53,3 %.
Sur ces 65 actifs de 15 ans ou plus ayant un emploi, 16 travaillent dans la commune, soit 25 % des habitants. Pour se rendre au travail, 92,5 % des habitants utilisent un véhicule personnel ou de fonction à quatre roues, 3 % s'y rendent en deux-roues, à vélo ou à pied et 4,5 % n'ont pas besoin de transport (travail au domicile).

## Culture locale et patrimoine

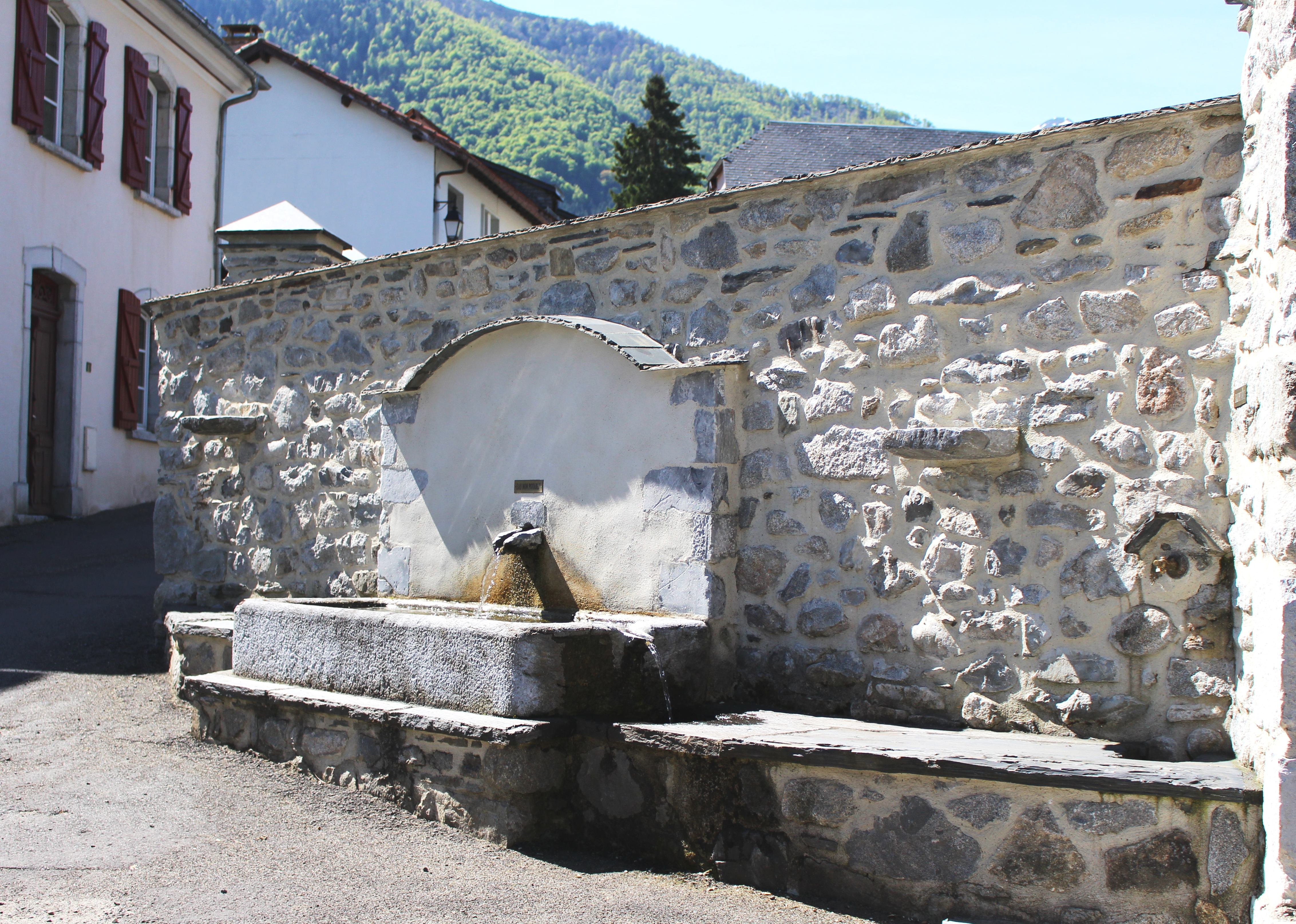
La fontaine.

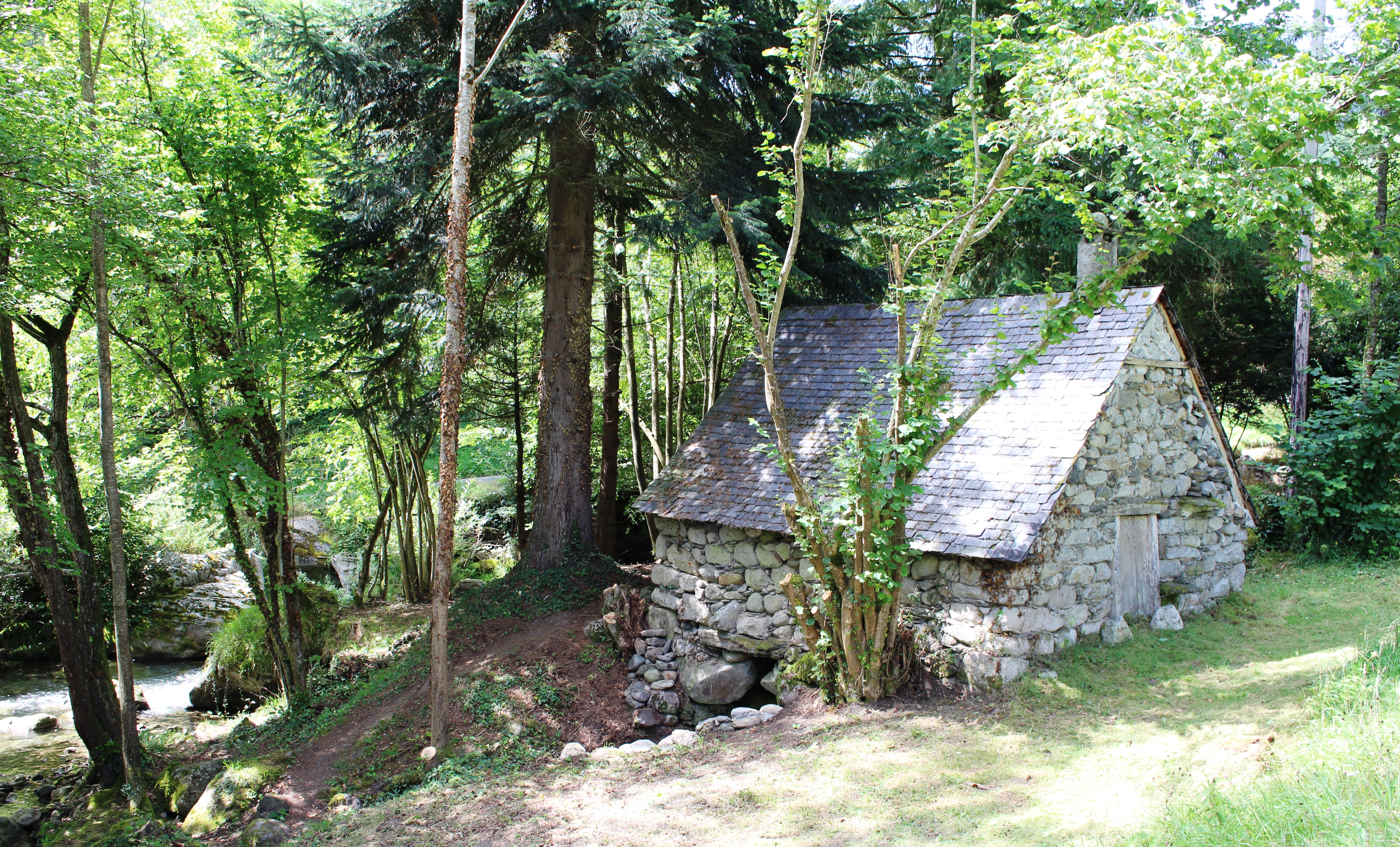
Le moulin.

### Lieux et monuments
- Église Saint-Martin de Bun.
- Moulin.

## Voir aussi

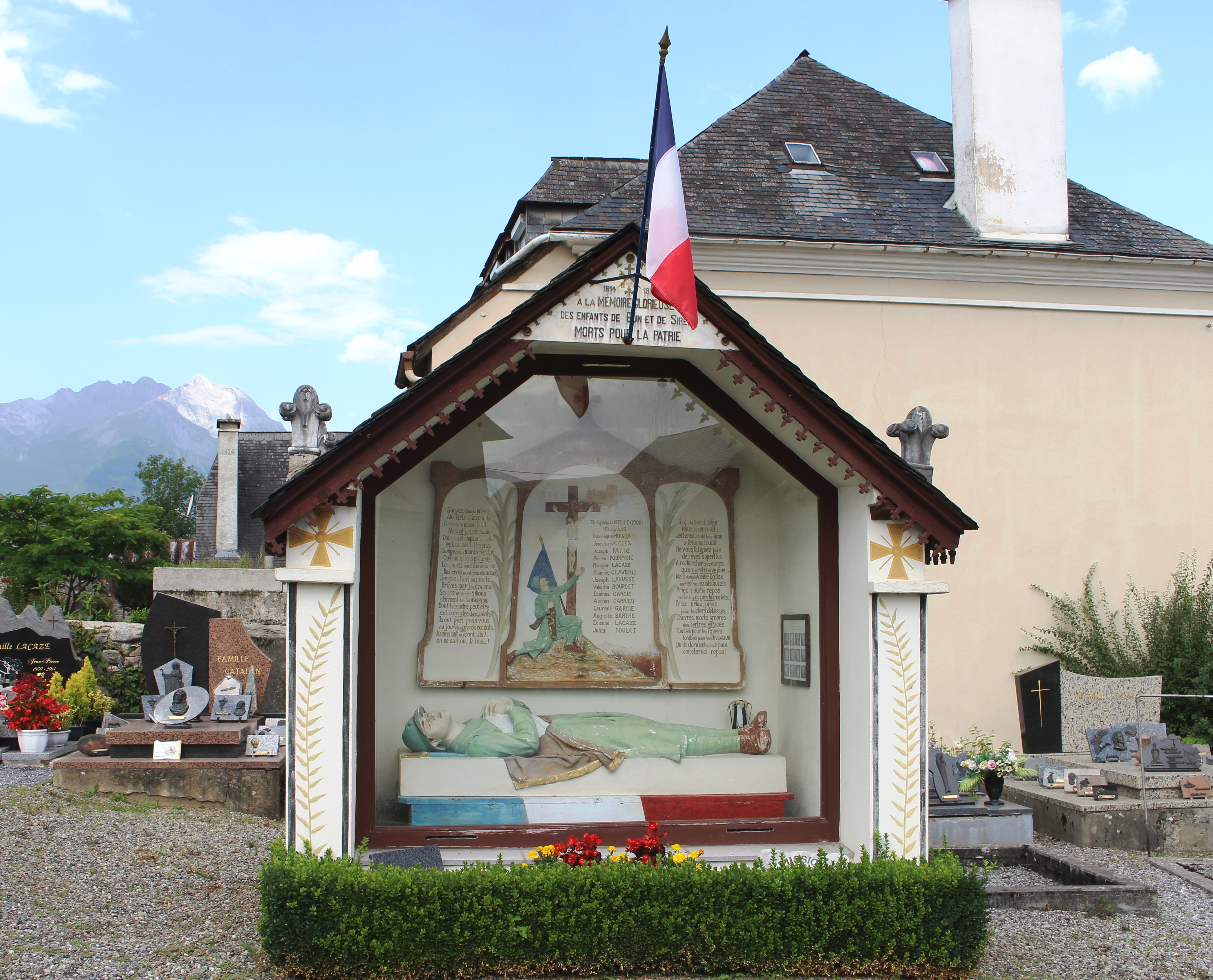
Le monument aux morts municipal.

### Héraldique
| Blason de Bun | Blason  | D'or à deux vaches de gueules, accornées, onglées, accolées et clarinées d'azur, passant l'une sur l'autre. |
| Blason de Bun | Détails | La ville porte sans justification les armes de Béarn. Le statut officiel du blason reste à déterminer.      |

Sélection de vues de plaques de l'église Saint-Martin de Bun en 2014.
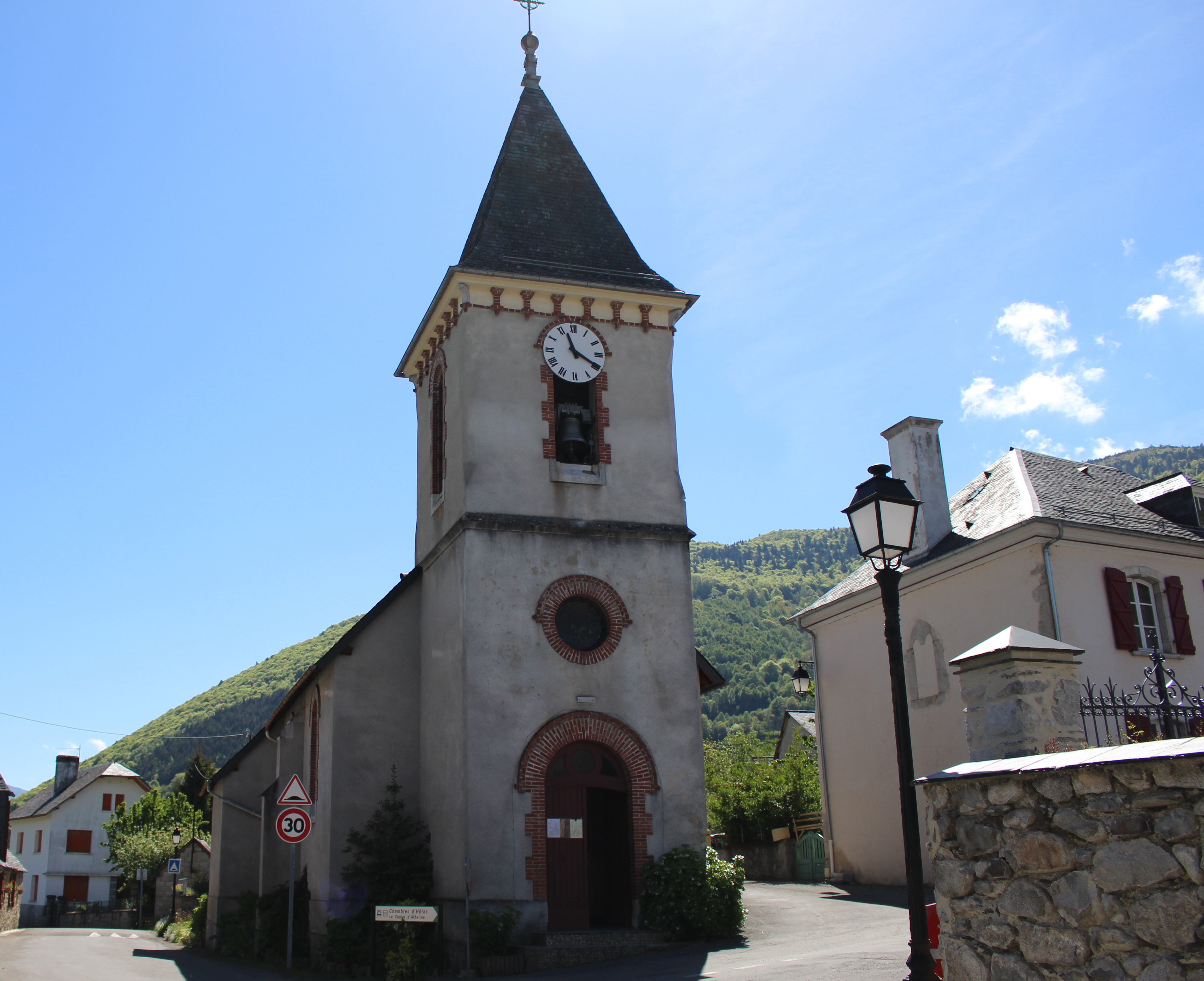
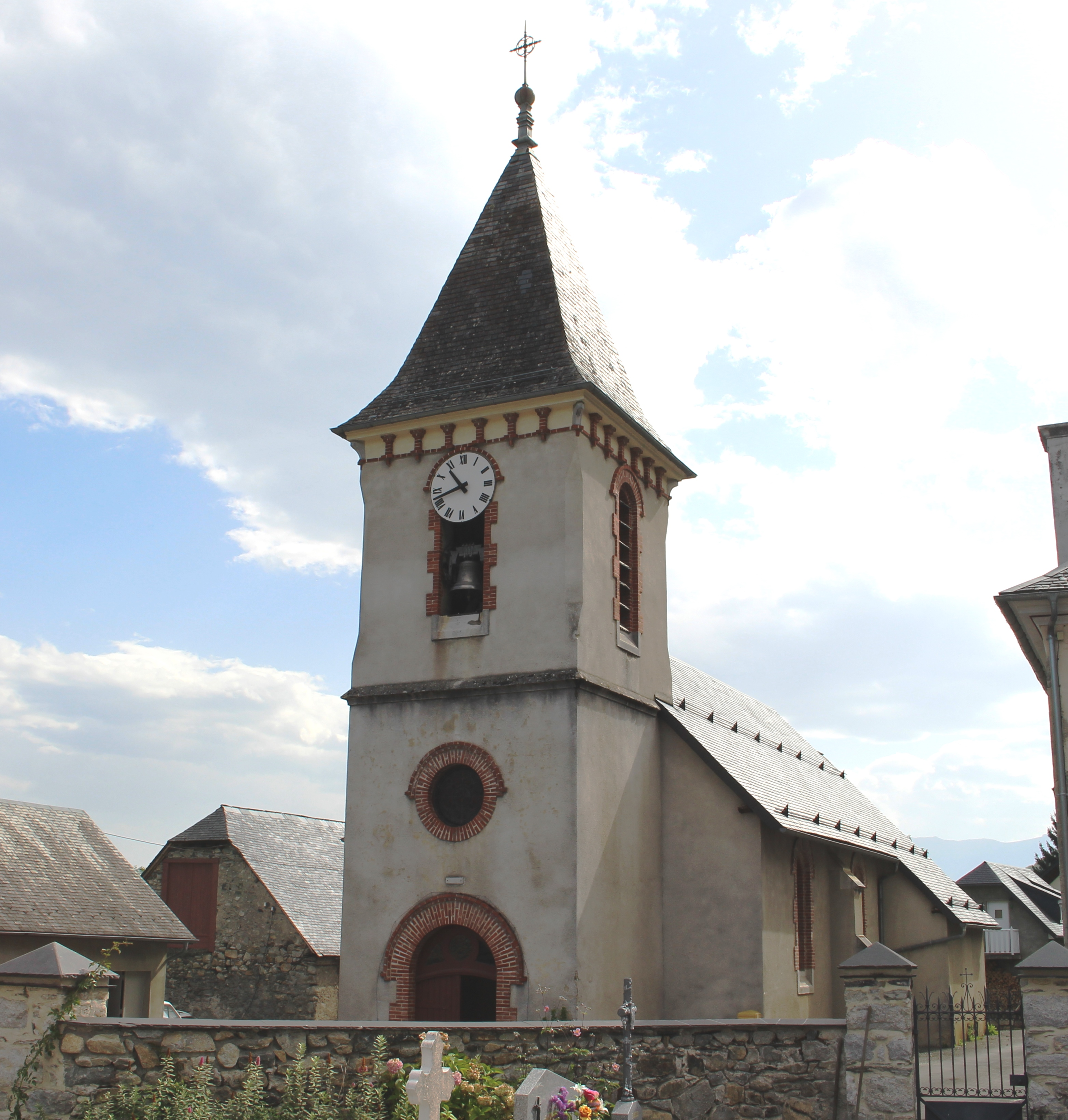
Le clocher.
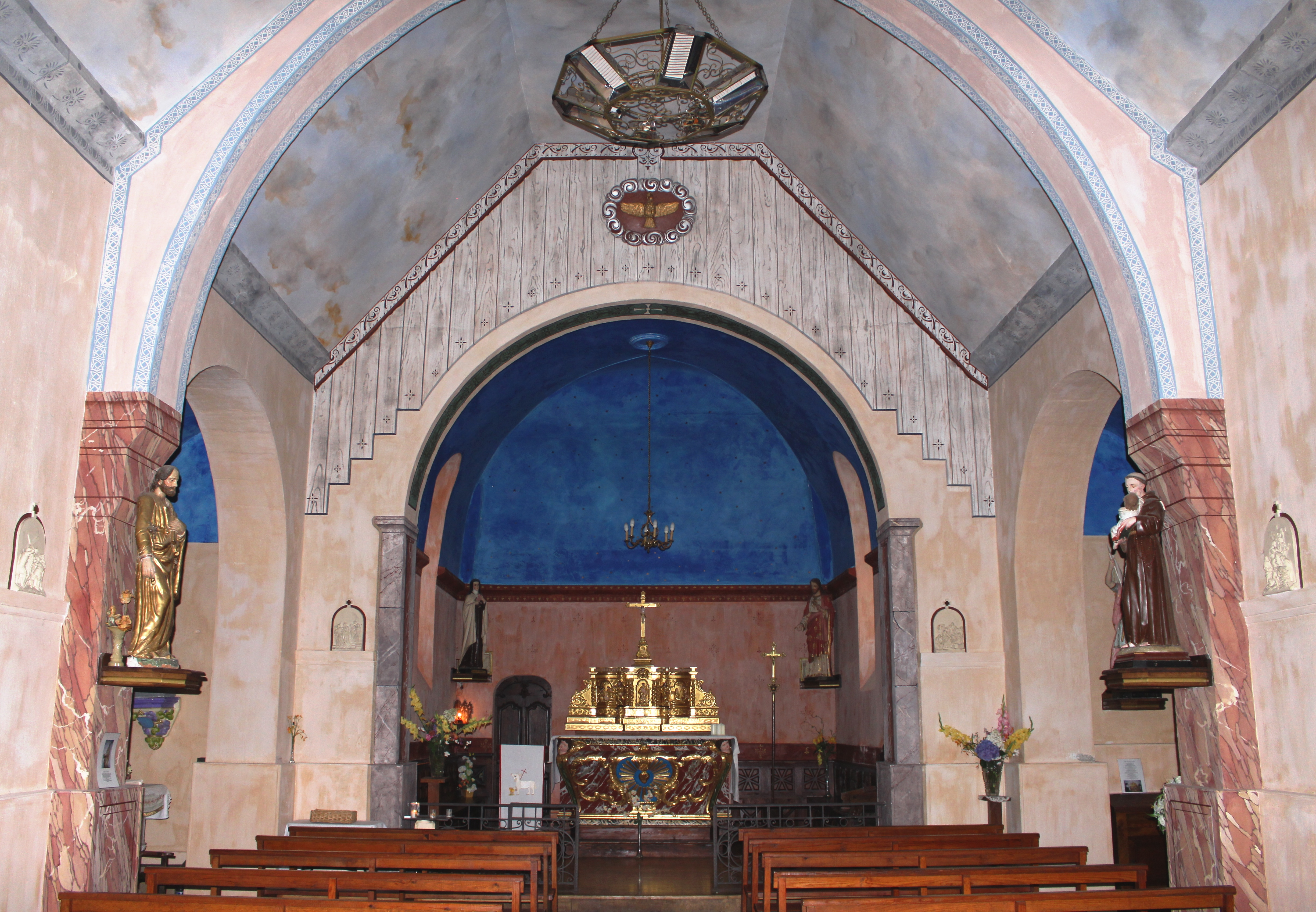
L'intérieur.